# NGC 6588
NGC 6588 ist ein aus etwa 20 Sternen bestehender Asterismus im Sternbild Pfau. Er wurde am 8. Juni 1836 von John Herschel bei einer Beobachtung mit einem 18-Zoll-Spiegelteleskop mit „eF, S, among stars. A star about 6m S.p. 10′ distant“ beschrieben, irrtümlich für eine Galaxie gehalten und erlangte so einen Eintrag in den Katalog.